# 槍吻腔吻鱈
槍吻腔吻鱈，為輻鰭魚綱鱈形目鼠尾鱈科的其中一種。分布於東南太平洋及西南大西洋智利及阿根廷巴塔哥尼亞海域，屬深海底棲性魚類，棲息深度119-450公尺，體長可達16公分，生活習性不明，以橈腳類及甲殼類為食，可做為食用魚。